# 方怡萍
方怡萍（1964年2月17日—），出生於臺灣臺南縣安定鄉，臺語流行音樂歌手，1990年推出臺語專輯《愛人的船入港》出道。方怡萍與高向鵬發行多張男女對唱專輯，兩人在1997年第8屆金曲獎以歌曲〈福氣啦〉獲得最佳演唱組合獎。

## 經歷
方怡萍本名方素勤，1964年2月17日出生於臺南縣安定鄉海寮村（今臺南市安定區海寮里）。1976年以「方盈盈」藝名參加多項歌唱比賽。1982年高中畢業，改藝名為「方思文」，在新營市金世界西餐廳駐唱，後轉至高雄多家西餐廳、酒店駐唱。
1990年改藝名為「方怡萍」，加入欣代唱片，發行第一張臺語專輯《愛人的船入港》出道。1991年轉至豪記唱片，發行與高向鵬對唱《情歌對唱》、《台日語專輯》、《緣份》、《福氣啦》等專輯；1996年離開豪記唱片，之後與多家業者製作、發行《鳥仔塊飛》、《紅顏花》、《三步作兩步》、《情路》、《酒甲淚》等專輯。2009年回歸豪記唱片，發行與高向鵬對唱《尚美的夢》；《情深比天老》、《變色風飛沙》、《夢袂醒》、《多情的阿那答》等個人專輯。2020年再回歸欣代唱片，發行《珍愛相隨》、《萍姐姐的祝福》專輯。
方怡萍與高向鵬自1991年開始搭檔，曾對唱多首等經典台語歌曲，1997年獲得第8屆金曲獎最佳演唱組合獎，常被歌迷誤認是夫妻，但不是如此。後來兩人拆夥，仍維持好交情。方怡萍小姑獨處，感情路曾遭劈腿，今生打算不婚。

## 音樂作品

### 與高向鵬對唱專輯
| 專輯名稱                  | 唱片公司 | 發行日期      | 曲目 |
| 《台日語專輯1》           | 豪記唱片 | 1992年        | 曲目 1. 愛情戯 2. 雲中月 3. 鄉愁 4. 舞池 5. 愛的終點站 6. 永遠的等待 7. 阿娜答 8. 烘爐茶古 9. 心中鎖 10. 寂寞的心情 11. 不甘甲你分開 12. 期待                                         |
| 《情歌對唱1心掛意無路用》 | 豪記唱片 | 1992年        | 曲目 1. 心掛意無路用 2. 往事甭提起 3. 六月風颱七月水災 4. 懷念的人 5. 香港戀情 6. 基隆山之戀 7. 第三杯酒 8. 成功一定是咱的 9. 情的鎖愛的磨 10. 無緣做鴛鴦 11. 心所愛的人 12. 再見南國 |
| 《台日語專輯2》           | 豪記唱片 | 1993年        | 曲目 1. 連杯酒 2. 帶子郎 3. 酷行 4. 愛你這呢深 5. 關東春雨傘 6. 少女的心聲 7. 愛情這條路 8. 花心 9. 茫茫到深更 10. 夜半月亮 11. 望月想愛人 12. 黑玫瑰                                 |
| 《情歌對唱2緣份》         | 豪記唱片 | 1993年        | 曲目 1. 緣份 2. 悲戀夢 3. 雪中紅 4. 免憂愁 5. 深深的戀情 6. 無情的電影票 7. 一陣雨 8. 針線情 9. 相思雨 10. 回鄉的我 11. 探君情淚 12. 不如甭相識                                       |
| 《情歌對唱3錯誤》         | 豪記唱片 | 1993年        | 曲目 1. 錯誤 2. 永遠的最愛 3. 半邊月 4. 誰人甲我比 5. 愛你無惜代價 6. 流浪的歌聲 7. 斷線的吉他 8. 一陣暴風雨 9. 文雅灣梭羅 10. 大家來聽故事 11. 寂寞的晚瞑 12. 無緣的愛               |
| 《情歌對唱4甭說傷心話》   | 豪記唱片 | 1994年        | 曲目 1. 甭講傷心話 2. 野鳥 3. 可憐戀花再會吧 4. 雙叉路口 5. 酒後的心聲 6. 祝福 7. 用心等待你 8. 偷偷愛著你 9. 雙人枕頭 10. 一生只愛你一人 11. 西牛望月 12. 你是我的生命               |
| 《情歌對唱5傷痕》         | 豪記唱片 | 1994年        | 曲目 1. 傷痕 2. 傷心酒店 3. 車站 4. 感情放一邊 5. 有影無 6. 酒醉黑白話 7. 舊情也綿綿 8. 見面三分情 9. 自然就是美 10. 老兄行酒樓 11. 東京韻頭 12. 港邊送別                             |
| 《情歌對唱6緣未了》       | 豪記唱片 | 1994年        | 曲目 1. 緣未了 2. 早日倒返來 3. 倆相好 4. 望郎早歸 5. 春宵舞伴 6. 媽媽歌星 7. 永遠來作伴 8. 情願 9. 是你辜負我 10. 野玫瑰 11. 酒場情話 12. 港口情歌                                   |
| 《台日語專輯3》           | 豪記唱片 | 1995年        | 曲目 1. 福氣啦 2. 歡喜迺夜市 3. 素蘭小姐 4. 甭賭氣 5. 嫁粧 6. 傷過心的人 7. 回心轉意 8. 黃昏的故鄉 9. 浪漫的青春 10. 祕密情人 11. 絕情雨 12. 台北雨夜情                               |
| 《情歌對唱7牽手》         | 豪記唱片 | 1995年        | 曲目 1. 牽手 2. 愛你一世人 3. 煙酒 4. 絕情夢 5. 錯誤 6. 少女的心聲 7. 早日相逢 8. 姐妹 9. 我甘願為你吃苦 10. 愛愈長傷愈深 11. 緣份 12. 緣未了                                         |
| 《尚美的夢》              | 豪記唱片 | 2011年6月28日 | 曲目 1. 尚美的夢 2. 再世情 3. 愛互相 4. 情難了 5. 看破啦 6. 甲治的 7. 愛情橋 8. 愛的人 9. 愛情旅途 10. 心滿意足                                                                       |
| 《情深比天老》            | 豪記唱片 | 2012年4月25日 | 曲目 1. 情深比天老 2. 故鄉的愛 3. 江山美人 4. 牽掛 5. 今生只為你 6. 愛的堅持 7. 落花淚 8. 初逢 9. 甘講你不知 10. 醒來吧！我的愛                                                       |

### 個人專輯
| 專輯名稱         | 唱片公司 | 發行日期      | 曲目 |
| 《愛人的船入港》 | 欣代唱片 | 1990年        | |
| 《鳥仔塊飛》     | 鴻谷唱片 | 1997年8月     | 曲目 1. 風雨 2. 鳥仔塊飛 3. 委屈 4. 不甘你心痛 5. 花蕊 6. 賭著一生 7. 白色的花蕊 8. 蓬紗 9. 搏感情                                                                                     |
| 《紅顏花》       | 鴻谷唱片 | 1998年4月     | 曲目 1. 紅顏花 2. 你的味沒住址 3. 活出自己 4. 振動 5. 錯 6. 心情花 7. 露台春夢 8. 傷心玫瑰 9. 錯誤的選擇 10. 散場電影                                                                  |
| 《三步作兩步》   | 鴻谷唱片 | 1998年12月    | 曲目 1. 三步做兩步 2. 進退無路 3. 當作沒見 4. 找愛找無路 5. 返來阮身邊 6. 思念 7. 卸粧 8. 褪色的相片 9. 窗外寒風冷冰冰 10. 愛你入骨                                                    |
| 《情路》         | 乾坤唱片 | 2005年1月26日 | 曲目 1. 情路這歹走 2. 負心漢 3. 期待你返來 4. 都是因為我愛你 5. 回答 6. 心內只有你 7. 挽緣份 8. 戀愛的花蕊 9. 想著你 10. 夢醒變成空                                                    |
| 《酒甲淚》       | 上登唱片 | 2006年12月5日 | 曲目 1. 酒甲淚 2. 離別 3. 希望再相逢 4. 有緣無份 5. 愛你愛抹煞 6. 雙雙飛 7. 紅塵路 8. 孤單的青春 9. 幸福的一對 10. 愛情是我的傷口                                                      |
| 《風中的癡情花》 | 鴻谷唱片 | 2008年11月4日 | 曲目 1. 風中的癡情花 2. 嬌滴滴 3. 訴情 4. 三更暝半 5. 一生等待 6. 相思 7. 花蕊心 8. 四季 9. 等你惜命命 10. 蠟燭雙頭燒                                                                  |
| 《變色風飛沙》   | 豪記唱片 | 2012年7月27日 | 曲目 1. 變色風飛沙 2. 敬月 3. 痴情換無情 4. 別人的香水味 5. 愛的證據（ft.翁立友） 6. 卡將喲 7. 海甲天 8. 夢紅塵（ft.陳隨意） 9. 醉醉醉 10. 送給你                                      |
| 《夢袂醒》       | 豪記唱片 | 2013年7月3日  | 曲目 1. 夢袂醒 2. 天天醉 3. 第九月台 4. 心糟糟 5. 幸福之戀 6. 牽你的手（ft.陳隨意） 7. 醉李白 8. 陪伴妳到老（ft.羅時豐） 9. 忘川河 10. 戀戀那卡西                                      |
| 《多情的阿那答》 | 豪記唱片 | 2014年6月6日  | 曲目 1. 多情的阿那答 2. 水中月圓 3. 只有一個你 4. 有心人痴情夢 5. 故鄉之戀 6. 我會等待你 7. 老婆 8. 愛的記號 9. 笑談人生 10. 心裡話                                                    |
| 《珍愛相隨》     | 欣代唱片 | 2020年5月18日 | 曲目 1. 多情乎人嫌鎮地 2. 飲酒萬萬歲（ft.高向鵬） 3. 珍愛相隨 4. 央望（ft.高向鵬） 5. 床前明月光 6. 秋水情 7. 思君念唸 8. 憨玫瑰 9. 有緣再相會 10. 西樓鴛鴦夢 11. 飲酒萬萬歲（獨唱版） |
| 《萍姐姐的祝福》 | 欣代唱片 | 2021年9月30日 | 曲目 1. 天涯的過客 2. 愛到老 3. 找到我的天 4. 玫瑰的祝福 5. 高粱摩卡 6. 訂情歪 7. 父母的話 8. 愛情絲                                                                                   |
| 《風笛之歌》     | 欣代唱片 | 2023年6月28日 | 曲目 1.風笛之歌 2.姐妹仝心（ft.戴梅君） 3.一點點緣分 4.淚参雪 5.隨人命 6.為愛走天涯 7.望天望地望你愛 8.愛情燒咖啡 9.蝴蝶雙飛 10.鴛鴦港                                                 |

## 獎項

### 金曲獎
| 年份   | 獲提名                   | 獎項                      | 結果 |
| ------ | ------------------------ | ------------------------- | ---- |
| 1997年 | 〈福氣啦〉（搭檔高向鵬） | 第8屆金曲獎最佳演唱組合獎 | 獲獎 |

## 外部連結
- 方怡萍的Facebook專頁